# Escut de Xàbia
L'escut de Xàbia és un símbol representatiu oficial de Xàbia, municipi del País Valencià, a la Marina Alta. Té el següent blasonament:
| « | Escut ibèric partit i entat en punta. Al primer quarter, en camper d'or, quatre pals de gules. Al segon quarter, en camper d'atzur, sobre ones d'atzur i argent, una torre d'argent maçonada de sable sobre roques del seu color, sobremuntada d'una flor de lis d'or. A l'entat en punta, en camper d'or, cinc estrelles d'atzur, col·locades en sautor. Al timbre, una corona reial oberta. Flanquejant la tarja de l'escut, dues eles d'or. | » |

## Història
L'escut es modificà per Resolució de 4 de febrer de 1993, del conseller d'Administració Públiques, publicada en el DOGV núm. 1.976, de 3 de març de 1993.
La segona partició presenta l'escut tradicional, amb la vila emmurallada dalt del turó, vora la mar; la flor de lis és un privilegi atorgat per Felip V, ja que Xàbia va ser fidel al bàndol borbònic en la guerra de Successió. Els quatre pals fan referència a la seva condició de vila reial, mentre que a l'entat apareixen les armes dels Rojas Sandoval, marquesos de Dénia i senyors de la vila. Les dues eles al·ludeixen a les dues vegades que Xàbia ha romàs lleial al rei, la ja esmentada durant la guerra de Successió i durant la guerra del Francès.